# Liga Nacional de Futsal (Bolivia)
La Liga boliviana de fútbol sala, conocida también como Liga Nacional de Futsal, es la máxima competición profesional de fútbol sala en Bolivia. Es organizada por el Comité Nacional de Fútbol Sala perteneciente a la Federación Boliviana de Fútbol.

## Formato
El torneo cuenta con 16 participantes de todo el país, con un formato de fase regular y una fase final por el título.
En competiciones internacionales, el equipo campeón se clasifica para la Copa Libertadores de Futsal.

## Equipos participantes

### Información de los equipos
| Equipo                            | Ciudad                  | Temp | Entrenador             | Coliseo              | Capacidad |
| --------------------------------- | ----------------------- | ---- | ---------------------- | -------------------- | --------- |
| Adutoys                           | La Paz                  | 2    | Enrique Aranguren      | Julio Borelli        | 7.500     |
| Agua Santa                        | Oruro                   | 3    | Óscar Velásquez        | Eduardo Leclere Polo | 15.000    |
| Antofagasta                       | Sucre                   | 4    | Bandera de ?           | Jorge Revilla Aldana |           |
| Concepción                        | Potosí                  | 7    | Bandera de ?           | Ciudad de Potosí     | 10.000    |
| Cooperativa Rural Eléctrica (CRE) | Santa Cruz de la Sierra | 7    | Julio Lavadenz         | Jhon Píctor Blanco   | 5.000     |
| Fantasmas Morales Morralitos      | Oruro                   | 5    | Nelson Pimentel        | Eduardo Leclere Polo | 15.000    |
| Lizondo                           | Sucre                   | 6    | Bandera de ?           | Jorge Revilla Aldana |           |
| Morales Morralitos                | Oruro                   | 1    | Brian Castillo         | Eduardo Leclere Polo | 15.000    |
| Nantes Vicky Ríos                 | Tarija                  | 7    | Gonzalo Palacios       | Los Chapacos         |           |
| Petrolero                         | Yacuiba                 | 3    | Luis Gustavo Gutiérrez | Margot Quevedo       |           |
| La Prensa                         | Yacuiba                 | 5    | Ramiro Rosas           | Margot Quevedo       |           |
| Proyecto Latín Cross              | La Paz                  | 7    | Leonel Reyes           | Julio Borelli        | 7.500     |
| San Martín de Porres              | Tarija                  | 4    | Sergio Uriburu         | Los Chapacos         |           |
| Universitario (USFX)              | Sucre                   | 6    | Bandera de ?           | Jorge Revilla Aldana |           |
| Víctor Muriel                     | Cochabamba              | 7    | Bandera de ?           | José Casto Méndez    | 12.000    |
| Wolf Sport                        | La Paz                  | 6    | Edgar Patiño           | Julio Borelli        | 7.500     |

## Historial
| Temp.                         | Torneo                        | Campeón                         | Subcampeón                    | Nota(s)                       |
| Liga Nacional de Futsal (LNF) | Liga Nacional de Futsal (LNF) | Liga Nacional de Futsal (LNF)   | Liga Nacional de Futsal (LNF) | Liga Nacional de Futsal (LNF) |
| ----------------------------- | ----------------------------- | ------------------------------- | ----------------------------- | ----------------------------- |
| 1.°                           | 2016-17                       | Deportivo Rico Sur (1)          | Nantes O. S.                  | [ 3 ]                         |
| 2.°                           | 2017                          | CRE (1)                         | Wolf Sport                    |                               |
| 3.°                           | 2018                          | Proyecto Latín                  | Wolf Sport                    |                               |
| 4.°                           | 2019                          | Proyecto Latín (2)              | Víctor Muriel                 |                               |
| -                             | 2020                          | Campeonato no disputado         | Campeonato no disputado       | Campeonato no disputado       |
| 5.°                           | 2021                          | San Martin (1)                  | Petrolero                     |                               |
| 6.°                           | 2022                          | Fantasmas Morales Moralitos     | Petrolero                     |                               |
| 7.°                           | 2023                          | Fantasmas Morales Moralitos     | Petrolero                     |                               |
| 8.°                           | 2024                          | Fantasmas Morales Moralitos (3) | Córdova                       |                               |

## Palmarés

### Títulos por equipo
| Club                        | Títulos | Subcampeón | Años campeón     |
| --------------------------- | ------- | ---------- | ---------------- |
| Fantasmas Morales Moralitos | 3       | —          | 2022, 2023, 2024 |
| Proyecto Latín              | 2       | —          | 2018, 2019       |
| Deportivo Rico Sur          | 1       | —          | 2016-17          |
| CRE                         | 1       | —          | 2017             |
| San Martín                  | 1       | —          | 2021             |
| Petrolero                   | —       | 3          | —                |
| Wolf Sport                  | —       | 2          | —                |
| Nantes O. S.                | —       | 1          | —                |
| Víctor Muriel               | —       | 1          | —                |
| Córdova                     | —       | 1          | —                |

### Títulos por departamento
| Departamento | Títulos | Subcampeón | Clubes campeones                |
| ------------ | ------- | ---------- | ------------------------------- |
| Oruro        | 3       | 0          | Fantasmas Morales Moralitos (3) |
| La Paz       | 2       | 2          | Proyecto Latín (2)              |
| Tarija       | 1       | 4          | San Martín (1)                  |
| Chuquisaca   | 1       | 0          | Deportivo Rico Sur (1)          |
| Santa Cruz   | 1       | 0          | CRE (1)                         |
| Cochabamba   | 0       | 1          |                                 |
| Potosí       | 0       | 1          |                                 |

## Estadísticas

### Entrenadores
| 2016-17 | Francisco Candia | Deportivo Rico Sur          | Bandera de ?   | Nantes O. S.  |  |
| 2017    | Tomislav Kalman  | CRE                         | Bandera de ?   | Wolf Sport    |  |
| 2019    | Oscar Guzmán     | Proyecto Latín              | Bandera de ?   | Víctor Muriel |  |
| 2021    | Patrick Zárate   | San Martín                  | Bandera de ?   | Petrolero     |  |
| 2022    | Nelson Pimentel  | Fantasmas Morales Moralitos | Bandera de ?   | Petrolero     |  |
| 2023    | Nelson Pimentel  | Fantasmas Morales Moralitos | Luis Gutiérrez | Petrolero     |  |
| 2024    | Nelson Pimentel  | Fantasmas Morales Moralitos | Franco Rosales | Córdova       |  |